# Cervonema chilensis
Cervonema chilensis is een rondwormensoort uit de familie van de Comesomatidae. De wetenschappelijke naam van de soort is voor het eerst geldig gepubliceerd in 2000 door Chen & Vincx.